# Peristeróna (ort i Cypern, Eparchía Lefkosías, lat 35,13, long 33,08)
Peristeróna är en ort i Cypern.   Den ligger i distriktet Eparchía Lefkosías, i den centrala delen av landet, 26 km väster om huvudstaden Nicosia. Peristeróna ligger 240 meter över havet och antalet invånare är 2 190. Den ligger på ön Cypern.
Terrängen runt Peristeróna är huvudsakligen platt, men söderut är den kuperad. Terrängen runt Peristeróna sluttar norrut.Trakten runt Peristeróna är ganska glesbefolkad, med 39 invånare per kvadratkilometer. Närmaste större samhälle är Mórfou, 10,9 km nordväst om Peristeróna. Trakten runt Peristeróna är i huvudsak ett öppet busklandskap.